# Alto rappresentante per la politica estera e di sicurezza comune

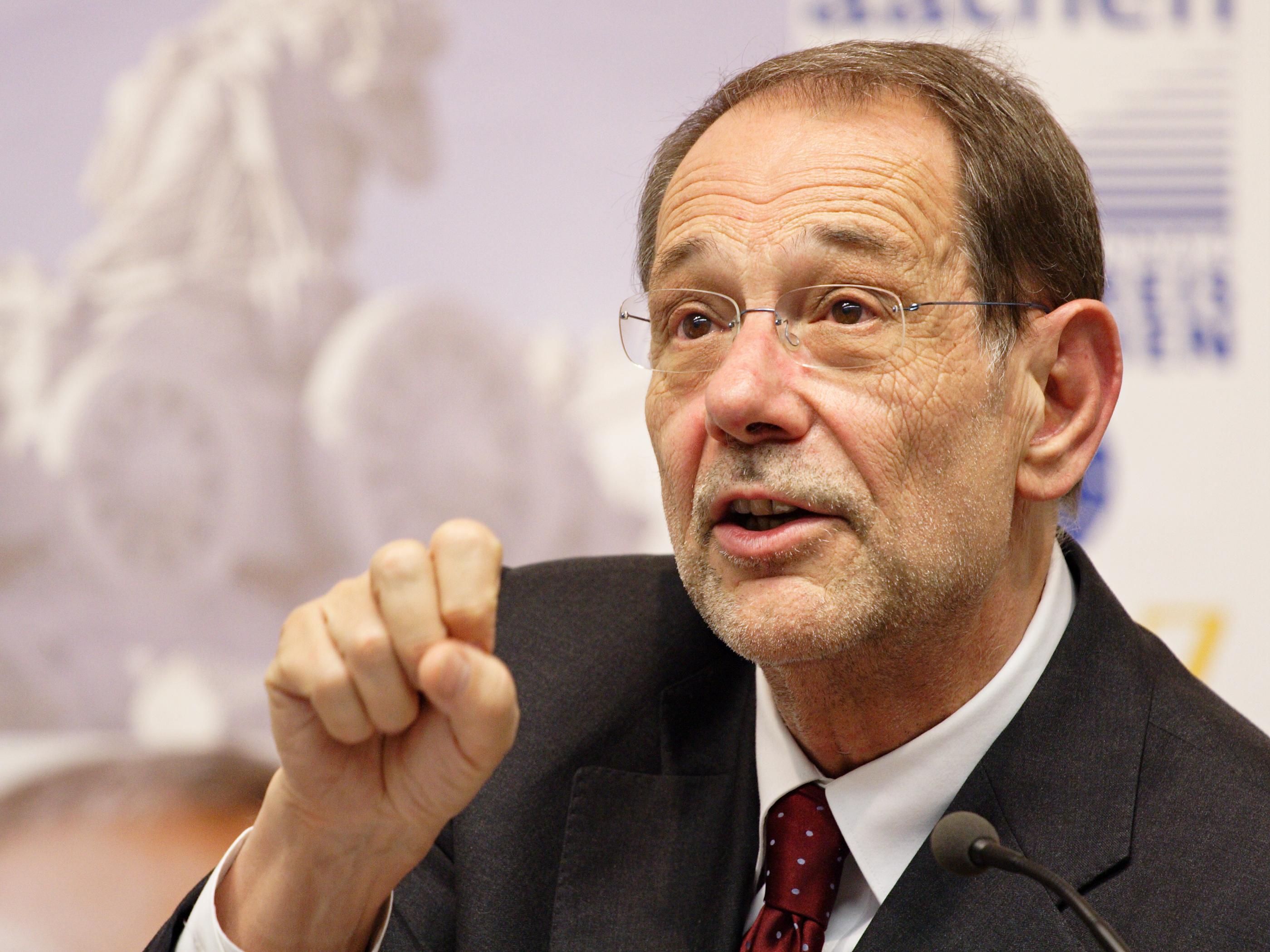
Javier Solana, Alto rappresentante UE per la PESC dal 1999 al 2009

L'Alto rappresentante per la politica estera e di sicurezza comune (in gergo giornalistico-burocratico Mister PESC) è stato il funzionario dell'Unione europea che dirigeva la Politica estera e di sicurezza comune, prima della riforma operata dal Trattato di Lisbona.
L'incarico era stato creato dal Trattato di Amsterdam ed è stato operativo fra il 1999 ed il 2009, ricoperto per la quasi totalità del periodo dallo spagnolo Javier Solana. L'Alto rappresentante ricopriva contemporaneamente anche l'incarico di Segretario generale del Consiglio.

## Lista degli Alti rappresentanti
Il presente elenco raccoglie i nomi di tutti gli Alti rappresentati dell'Unione europea "per la Politica estera e di sicurezza comune (1999 - 2009).
| Rappresentante                                                                                             | Mandato                            | Stato membro |
| --- | ---------------------------------- | ------------ |
| Alto rappresentante per la Politica estera e di sicurezza comune Segretario generale del Consiglio europeo |                                    |              |
| Jürgen Trumpf (indipendente)                                                                               | 1º maggio 1999 - 18 ottobre 1999   | Germania     |
| Javier Solana (PSE)                                                                                        | 18 ottobre 1999 - 30 novembre 2009 | Spagna       |